# Cytaea oreophila
Cytaea oreophila là một loài nhện trong họ Salticidae.
Loài này thuộc chi Cytaea. Cytaea oreophila được Eugène Simon miêu tả năm 1902.